# المعهد الكردي في بروكسل
معهد الكردي في بروكسل (بالكردية: Enstîtuya Kurdî Ya Brukselê)‏ هي منظمة غير ربحية مقرها في بروكسل، بلجيكا، وتهدف إلى دمج الكرد والأقليات الأخرى في المجتمع البلجيكي، وكذلك تعزيز الثقافة الكردية داخل وخارج كردستان.

## التاريخ
بدأ المعهد باسم منظمة «تيكوسر» التي أسستها مجموعة من الكرد البلجيكيين في عام 1978. كان هدفهم الرئيسي في ذلك الوقت هو اندماج الجالية الكردية في المجتمع البلجيكي.

## أنشطة
- إصدار «مجلة الكرد» نصف شهرية باللغة الهولندية.
- تقديم الخدمات الاجتماعية للمهاجرين.
- صيانة مكتبة المعهد التي تحتوي على مطبوعات ومقالات وكتب عن الكرد وباقي دول الشرق الأوسط.
- مشاريع صيفية للأطفال.
- خدمات الترجمة.
- دورات اللغة: الفرنسية والكردية.
- البرنامج الثقافي: المعارض والأفلام والمسرحيات الكردية والحفلات الموسيقية وغيرها.
- أنشطة البحث والإعلام والتوعية.[1]

## وصلات خارجية
- Kurdish Institute Brussels (Nederlands) باللغة الهولندية
- Kurdish Institute Brussels (Kurdî) باللغة الكردية
- Kurdish Institute Brussels (English) باللغة الإنجليزية
- Kurdish Institute Brussels (Française) باللغة الفرنسية